# Myxœdème prétibial
 Mise en garde médicale
Le myxœdème prétibial est une dermatose infiltrante, une complication rare de la maladie de Basedow avec un taux d'incidence d'environ 1 à 4 % des patients.

## Présentation
Il se présente habituellement comme une induration de la peau cireuse, décolorée, classiquement décrite comme ayant une peau dite d'orange (peau d'orange) apparaissant sur la face antérieure des jambes, diffusant sur le dos des pieds, ou comme un œdème étendu, non piqué de la peau dans les mêmes territoires. Dans les cas avancés, il peut s'étendre à la partie supérieure du tronc (torse), aux membres supérieurs, au visage, cou, dos et aux oreilles.
Ces lésions sont connues pour disparaitre très lentement en appliquant de la vaseline sur la zone affectée qui pourrait soulager les sensations de brûlure et les démangeaisons. On les trouve parfois dans la maladie non-thyrotoxique de Basedow, la thyroïdite de Hashimoto et la dermite de stase. Le sérum contient des facteurs circulants qui stimulent les fibroblastes à augmenter la synthèse des glycosaminoglycanes.

## Diagnostic
Une biopsie de la peau affectée révèle la présence de mucine dans le derme et l'hypoderme. Il n'y a pas d'augmentation du nombre de fibroblastes. Au fil du temps, une hyperkératose secondaire peut apparaitre, qui peut devenir verruciforme. Beaucoup de ces patients peuvent aussi avoir une dermite de stase coexistante. Des tests d'élasticité révèlent une réduction des tissus élastiques.